# Gröna ögon från rymden
Gröna ögon från rymden är en film av Walt Disney Company från 1978 med bland andra Ken Berry och Sandy Duncan i rollerna.

## Rollista
| Ken Berry        | – Frank                    |
| Sandy Duncan     | – Liz                      |
| Harry Morgan     | – General Stilton          |
| Roddy McDowall   | – Mr. Stallwood            |
| McLean Stevenson | – Link                     |
| Jesse White      | – Earnest Ernie            |
| Alan Young       | – Dr. Wenger               |
| Hans Conried     | – Dr. Heffel               |
| Ronnie Schell    | – Jake - röst / Sgt. Duffy |
| James Hampton    | – Capt. Anderson           |
| Howard Platt     | – Col. Woodruff            |
| William Prince   | – Mr. Olympus              |